# Just Who I Am: Poets & Pirates
| Совокупная оценка    | Совокупная оценка |
| Источник             | Оценка            |
| -------------------- | ----------------- |
| Metacritic           | (70/100)          |
| Оценки критиков      |                   |
| Источник             | Оценка            |
| Allmusic             | [ 2 ]             |
| The A.V. Club        | B−                |
| Billboard            | (favorable)       |
| Blender              | [ 1 ]             |
| The Boston Globe     | (favorable)       |
| Entertainment Weekly | B                 |
| Los Angeles Times    | [ 1 ] [ 7 ]       |
| The New York Times   | (favorable)       |
| PopMatters           | [ 9 ]             |
| Rolling Stone        | [ 10 ]            |

Just Who I Am: Poets & Pirates — одиннадцатый студийный альбом американского кантри-певца Кенни Чесни, выпущенный 11 сентября 2007 года на лейбле BNA Records. Альбом стал платиновым по данным RIAA. Утечка информации об альбоме в Интернет произошла 5 сентября 2007 года. В период с 2007 по 2008 год альбом выпустил четыре сингла в американском кантри-чарте Billboard Hot Country Songs, три из которых достигли первого места (Never Wanted Nothing More, Don’t Blink и Better as a Memory). В альбом также вошли дуэты с Джорджем Стрейтом и Джо Уолшем. Это второй альбом Чесни, в котором он не был ни автором, ни соавтором ни одного из треков; первым был альбом 1996 года Me and You.

## Об альбоме
Релиз диска состоялся 11 сентября 2007 года на лейбле BNA Records.
Альбом дебютировал на первом месте американского кантри хит-парада Top Country Albums и на позиции № 3 в мультжанровом чарте Billboard 200.
Это его 5-й чарттоппер в хит-параде музыки кантри. Чесни был на позиции № 1 в Top Country Albums с альбомами The Big Revival (в 2014 и № 2 в B200), Life on a Rock (2013), Welcome to the Fishbowl (2012 и № 2 в B200), Hemingway’s Whiskey (2010 и № 1 в B200), Lucky Old Sun (2008 и № 1 в B200),  The Road and the Radio (2005 и № 1 в B200), Be As You Are (Songs From an Old Blue Chair) (2005 и № 1 в B200), When the Sun Goes Down (2004 и № 1 в B200) и No Shirt, No Shoes, No Problems (2002 и № 1 в B200).
Альбом получил положительные и смешанные отзывы музыкальных критиков и интернет-изданий: Metacritic, Allmusic.

## Коммерческие показатели
Just Who I Am: Poets & Pirates дебютировал на третьем месте в основном американском хит-параде Billboard 200 с продажами 387 000 копий за первую неделю. Альбом имел лучшие недельные продажи среди всех кантри-альбомов со времен альбома Dixie Chicks Taking the Long Way в мае 2006 года. По состоянию на август 2008 года, альбом был продан в США в количестве 1,4 миллиона копий. 10 декабря 2007 года альбом получил платиновый сертификат Ассоциации звукозаписывающей индустрии Америки (RIAA) за продажи более миллиона копий в США.

## Список композиций
| №                   | Название                               | Автор(ы)                                      | Длительность |
| ------------------- | -------------------------------------- | --------------------------------------------- | ------------ |
| 1.                  | «Never Wanted Nothing More»            | Ronnie Bowman, Крис Стэплтон                  | 3:29         |
| 2.                  | «Don’t Blink»                          | Casey Beathard, Chris Wallin                  | 4:46         |
| 3.                  | «Shiftwork» (дуэт с Джорджем Стрейтом) | Troy Jones                                    | 4:29         |
| 4.                  | «Just Not Today»                       | David Lee Murphy                              | 4:05         |
| 5.                  | «Wife and Kids»                        | Jim Collins, Бретт Джеймс                     | 4:23         |
| 6.                  | «Got a Little Crazy»                   | Craig Monday, Wallin                          | 4:03         |
| 7.                  | «Better as a Memory»                   | Scooter Carusoe, Lady Goodman                 | 4:12         |
| 8.                  | «Dancin' for the Groceries»            | James, Don Schlitz                            | 5:11         |
| 9.                  | «Wild Ride» (при участии Джо Уолша)    | Дуайт Йокам                                   | 4:20         |
| 10.                 | «Scare Me»                             | Wendell Mobley, Joe Don Rooney, Neil Thrasher | 4:14         |
| 11.                 | «Demons»                               | Bill Anderson, Jon Randall                    | 5:31         |
| Общая длительность: | Общая длительность:                    | Общая длительность:                           | 48:43        |

## Позиции в чартах

### Еженедельные чарты
| Чарт (2007)                        | Высшая позиция |
| ---------------------------------- | -------------- |
| Канада (Canadian Albums Chart)     | 7              |
| США (Billboard 200)                | 3              |
| США (Billboard Top Country Albums) | 1              |

### Годовые итоговые чарты
| Чарт (2007)                        | Позиция |
| ---------------------------------- | ------- |
| США Billboard 200                  | 61      |
| США Top Country Albums (Billboard) | 12      |
| Чарт (2008)                        | Позиция |
| США Billboard 200                  | 49      |
| США Top Country Albums (Billboard) | 9       |